# Bruno Bartoletti
Bruno Bartoletti (Sesto Fiorentino, 10 de juny de 1926 – Florència, 9 de juny de 2013) fou un director d'orquestra italià particularment associat amb el repertori líric i contemporani. Fou director artístic de la Lyric Opera of Chicago durant quasi mig segle.
Estudià en el Conservatori de Florència i en el teatre Comunale on inicià les seves activitats com a mestre suplent. Allà debutà el 1953, amb Rigoletto, iniciant així una brillant carrera que el portà ala direcció de l'orquestra del Maggio Musicale Fiorentino, a la de l'òperaitaliana de Copenhaguen, a la de l'Òpera de Roma i finalment a la de Chicago, on dirigí, entre altres obres, l'estrena mundial del Paradise Lost de Penderecki.
Posseeix un vast repertori en el que es disingueix per la seva elevada professionalitat, seguint les antigues lliçons que li'n donà el se mestre Tullio Serafin de sacrificar amb freqüència l'efecte <personal> en favor de la perfecta funcionalitat del conjunt.
A més, d'una carrera dedicada a l'òpera, estrenà obres de Lodovico Rocca, Gian Francesco Malipiero, Alberto Ginastera i Krzysztof Penderecki. Ensenyà en l'Accademia Chigiana de Siena.
Fou condecorat com Cavaliere di Gran Croce della Repubblica Italiana i fou membre de l' Accademia Nazionale di Santa Cecilia i va rebre el Premi Abbiati.